# Shōsai Ikkei
Shōsai Ikkei (昇斎一景) est un peintre et graveur japonais du XIXe siècle, actif au début de l'ère Meiji dans les années 1870.

## Biographie et style
Maître de l'estampe, élève de Hiroshige III, il est spécialisé dans les peintures de scènes de la vie courante dans le Tokyo en pleine transformation et occidentalisation du début de l'époque Meiji. 
Il est l'auteur de deux séries marquantes : Quarante huit vues célèbres de Tokyo en 1871, et Trente six scènes comiques d'endroits célèbres de Tokyo.

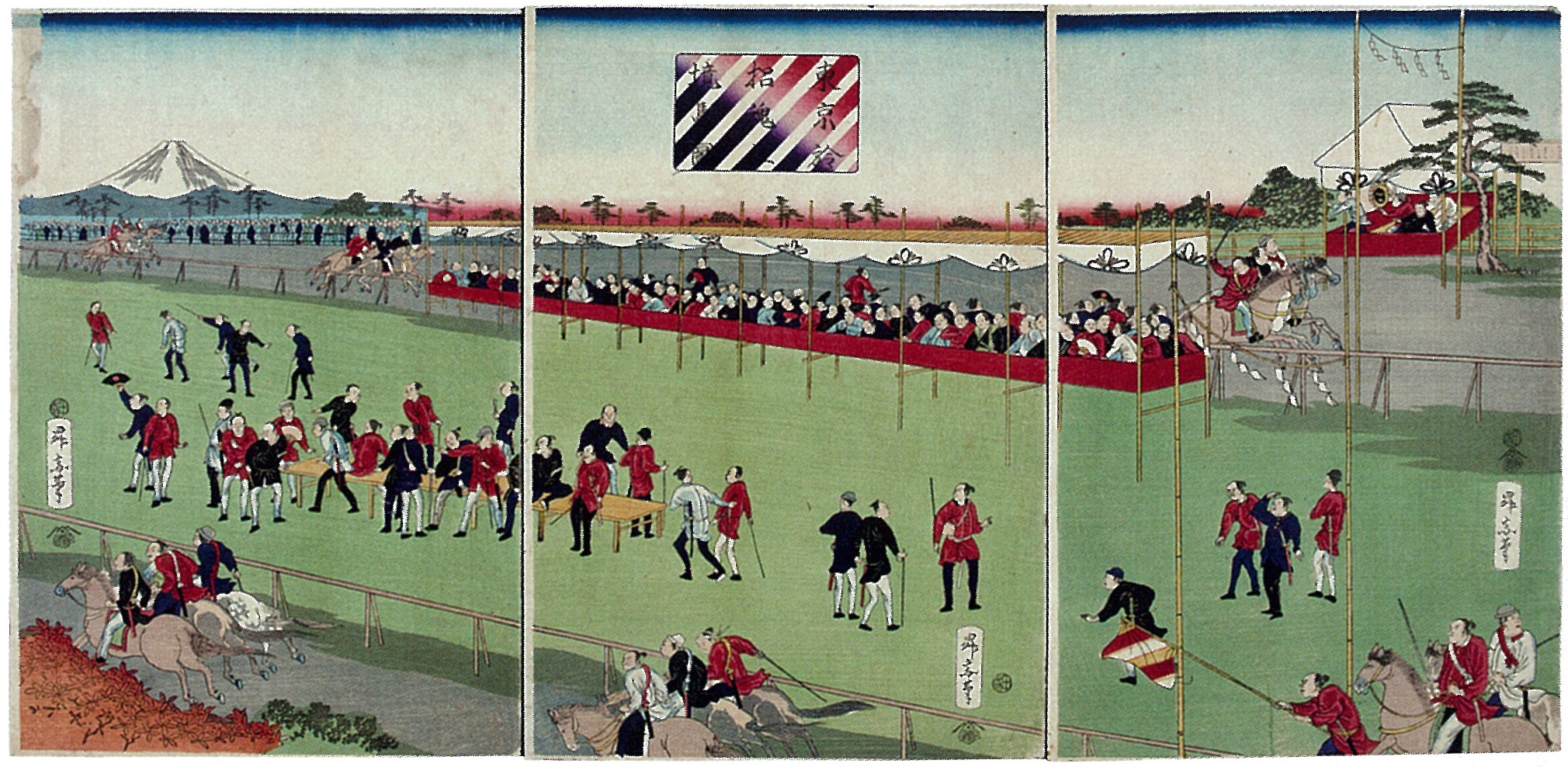
Courses de chevaux en 1870 à Tokyo

L'une des estampes des Quarante-huit vues célèbres de Tōkyō représente la visite d’un atelier de photographie à Yanagiwara.